# Ombudsman

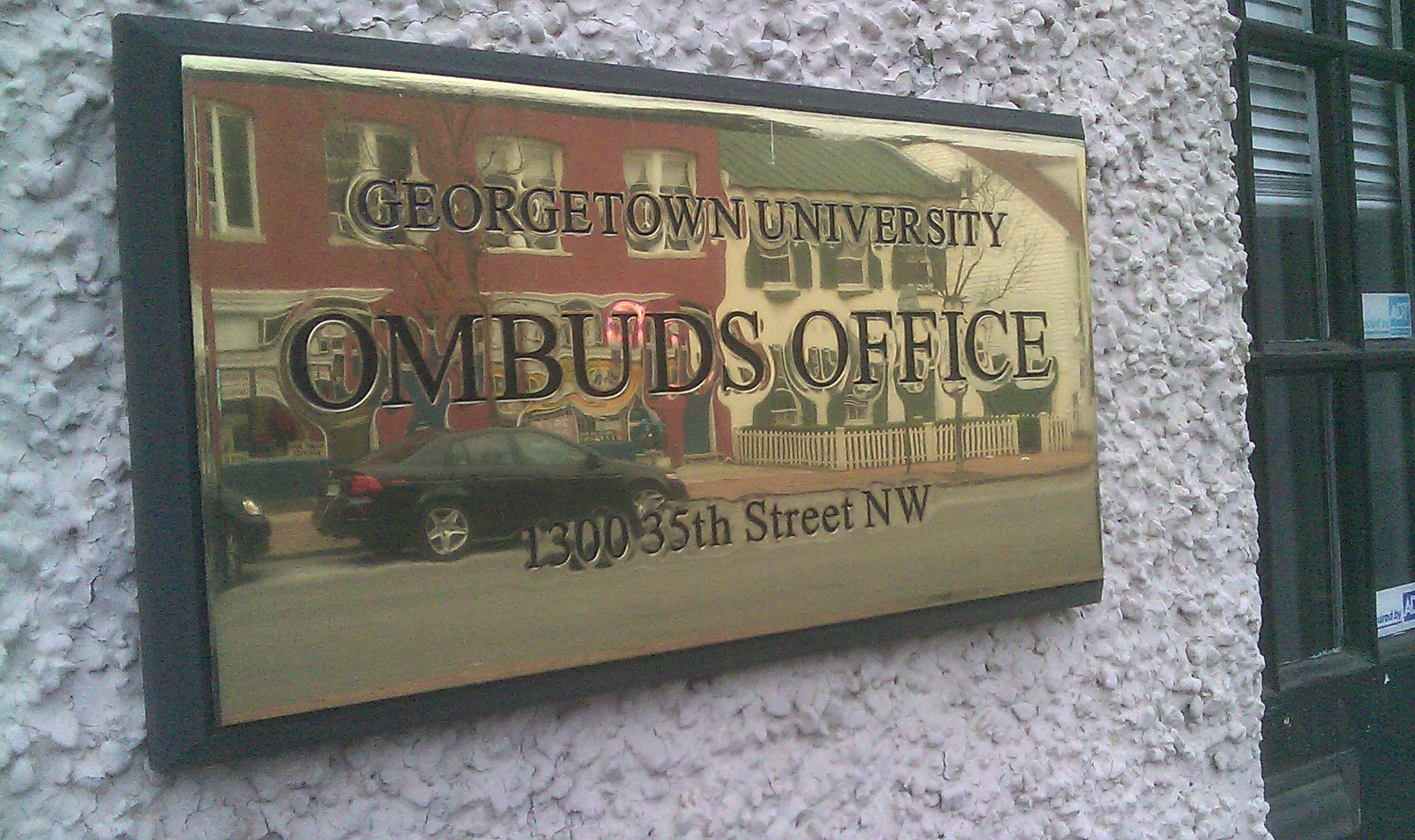
Plaque du bureau de l'ombudsman de l'université de Georgetown.

L'ombudsman, (du suédois : ombudsman, souvent désigné en français comme « médiateur », « défenseur » ou « protecteur » ; ombudsmän au pluriel) est une personne chargée de représenter un ensemble de personnalités physiques ou morales. Son champ de compétence porte sur des différends de type administratif dans les secteurs public ou privé. Comme le recours à un médiateur, le recours à un ombudsman est gratuit.
La fonction connaît diverses désignations suivant les pays : défenseur des droits en France, protecteur du citoyen dans plusieurs régions francophones, défenseur du peuple dans les pays hispaniques, défenseur du citoyen ou encore ombudsman parlementaire.

## Définition générale
« Un ombudsman est une personne indépendante et objective qui enquête sur les plaintes des gens contre les organismes gouvernementaux et autres organisations, tant du secteur public que privé. Après un examen approfondi et impartial, il détermine si la plainte est fondée et formule des recommandations à l'intention de l'organisation afin de régler le problème. »

Dans la plupart des contextes, l'« ombudsman » se réfère à un fonctionnaire nommé pour contrôler l'activité du gouvernement dans l'intérêt du citoyen, et pour surveiller le suivi des plaintes du citoyen contre l'État. Si l'Ombudsman trouve une plainte justifiée, il produit un rapport et en effectue un suivi jusqu'à réparation. L'Ombudsman n'agit pas en justice. Il tient son autorité du mandat qui lui a été confié, soit par l'autorité suprême du pays (président, roi...), soit par une assemblée de représentants, généralement des députés.

## Origine du mot et étymologie
Le mot ombudsman est d'origine suédoise et se traduit par porte-parole des griefs ou homme des doléances.

## Histoire

### Ombudsman parlementaire suédois
« En Suède, à la Cour du roi, un haut fonctionnaire recevait les plaintes adressées au roi concernant des abus de pouvoir ou des mauvaises pratiques administratives. Dans une réforme constitutionnelle de 1809, le pouvoir législatif appelé "Ständerna" s'appropria l'élection de ce haut fonctionnaire. Il déclara qu'il serait désormais appelé Ombudsman parlementaire et jouirait, dès lors, d'une totale indépendance par rapport au roi, à son gouvernement et à son administration. Il souligna également que l'Ombudsman parlementaire devait exercer ses fonctions en toute indépendance par rapport au Parlement. C'est ainsi qu'est né l'ombudsman. »

« L'ombudsman moderne trouve ses origines dans le Justitieombudsman (Ombudsman pour la justice) suédois, créé en 1809. L'institution franchit les frontières de la Suède au vingtième siècle et d’autres pays scandinaves l’adoptèrent ; la Finlande, en 1919, le Danemark, en 1955 et la Norvège, en 1962. La popularité de l’institution s'accroît depuis le début des années soixante ; plusieurs pays du Commonwealth, d’Europe et d’ailleurs ayant créé le poste. On compte parmi eux la Nouvelle-Zélande, en 1962, le Royaume-Uni, en 1967, la plupart des provinces canadiennes, en 1967, la Tanzanie, en 1968, Israël, en 1971, Porto Rico, en 1977, l’Australie, en 1977 au niveau fédéral et, de 1972 à 1979, dans ses divers états, la France, en 1973, le Portugal, en 1975, l’Autriche, en 1977, et l’Espagne et les Pays-Bas, en 1981. »

Il s'agit d'une fonction nouvelle, apparue la fin du XIXe siècle et qui s'est répandue à la fin du XXe siècle. Les recherches historiques que l'on peut faire renvoient à des fonctions rattachées à la magistrature et au système judiciaire, dont l'ombudsman est totalement indépendant, ce qui fait précisément son originalité.
Néanmoins, ci-dessous, voici les statuts auxquels il pourrait être, abusivement, assimilé.

### Defensor civitatisetdefensor plebis
L'idée de la défense des personnes face aux institutions ne date pas du XIXe siècle et n'est pas apparue en Suède. Quoique nous en sachions peu sur les fonctions des magistrats, soit chez les Grecs, avec le proxène, soit chez les Romains, les textes attestent l'existence de defensor civitatis jusqu'en 368 où Valentinien Ier ordonne la mise en place d'un defensor plebis – défenseur de la plèbe – par une lettre au préfet du Prétoire d'Italie et d'Illyrie, Petronius Probus. Un défenseur du peuple, choisi parmi d'anciens notables, devait être nommé dans chaque ville.
Les concepts peuvent paraître proches et d'une sensibilité contemporaine qui pourrait nous faire croire à un lien historique entre ces defendores et les ombudsmans actuels. Il n'en est rien ; leurs interventions portaient plus souvent sur les échanges commerciaux, les taxes et ils jouaient plutôt un rôle de modérateur lors de désaccords.

### Tribuni plebis
À Rome, en 493 av. J.-C., les patriciens durent reconnaître les tribuns de la plèbe, au nombre de deux, en miroir des deux consuls, quatre en 471 av. J.-C. et 10 en 457 av. J.-C. Ils avaient pour rôle de venir en aide à la plèbe. Toutefois, à voir les fonctions qui lui sont attribués, le tribun de la plèbe est bien plus un représentant de la voix du peuple qui pouvait officier jusqu'à l'exécution de sentence.
Voir dans les tribuns des précurseurs des ombudsmans relève plus de l'envolée oratoire que d'un réalisme historique.

## Dans le monde
À la fin de 2006, environ 120 pays ont créé la fonction d'ombudsman.
En quelques années, l'utilisation du mot suédois concerne des activités très diverses. En plus du secteur public qui développe l'activité de manière foisonnante, sous l'appellation de « médiateur », le secteur privé développe la démarche. Mais pour l'instant en tout cas le terme d'ombudsman concerne principalement un « médiateur » intervenant de manière institutionnelle et administrative.
La médiation est considérée comme un moyen efficace de régulation relationnelle entre les usagers et les administrations. Ainsi, un ensemble de médiateurs ont été mis en place au sein des administrations.

### En France
- Le Défenseur des droits, en 2011[10]
- Le médiateur de la ville de Paris, en 2008
- Le médiateur de la Commission des opérations de bourse (COB), en 1997[11]
- Le médiateur du ministère de l'Économie, des Finances et de l'Industrie (Minefi), en 2002[12]
- Le médiateur du service universel postal, en 2002[13]
- Le médiateur de l'Éducation nationale, en 2003[14]

### En Belgique
En Belgique, il existe des ombudsmans et médiateurs à tous les niveaux et dans tous les secteurs : État fédéral, Régions, Communautés, villes et communes, entreprises publiques et secteur privé.
- Le Médiateur fédéral
- Le Médiateur de la Wallonie et de la Fédération Wallonie-Bruxelles
- Le Vlaamse Ombudsdienst
- Ombudsfrau der Deutschsprachigen Gemeinschaft
- Le service de médiation des Consommateurs

Tous les ombudsmans et médiateurs sont regroupés dans le réseau belge des médiateurs et ombudsmans. Le site internet du réseau www.ombudsman.be guide les citoyens belges vers le bon ombudsman qui pourra résoudre son problème.

### Au Luxembourg
Le Luxembourg a mis en place un ombudsman ou médiateur public le 1er mai 2004, rattaché à la Chambre des députés, en s'inspirant des systèmes français et allemand.

### En Russie
Maxim Grebenyuk est un ancien militaire russe. Il a servi dans la Flotte du Nord puis comme juriste de l’armée. Devenu avocat, il crée la page Médiateur militaire, forte, en juin 2022, de 12 992 fans sur le réseau social VKontakte. Il défend gratuitement les réfractaires à l'invasion de l'Ukraine par la Russie en 2022, dont la soixantaine de militaires de Pskov qui ont désobéi en avril 2022. Il s'occupe aussi d'obtenir le droit à une alimentation correcte pour les soldats et à des soins pour les blessés.

### En Suisse
Plusieurs cantons et communes se sont dotés d'une instance d'ombudsman. L'association de Ombudsmans parlementaires suisses réunit les membres des différents cantons et villes suisses concernés.

### Au Canada
Des bureaux d’ombudsman existent dans plusieurs organismes publics aux niveaux fédéral, provinciaux, municipaux et scolaires. Au niveau fédéral, il y a un ombudsman pour le Ministère de la Défense nationale et des Forces canadiennes, un Bureau de l’ombudsman de l’approvisionnement, un Bureau de l'ombudsman fédéral des victimes d'actes criminels, le Bureau de L'ombudsman des contribuables et un Bureau de l’ombudsman des vétérans. Au Québec, le Protecteur du citoyen traite des plaintes en lien avec certains services publics, dont celui du réseau de la santé, et un Protecteur de l'élève est nommé dans chaque commission scolaire.

### Aux Philippines
La fonction d'ombudsman des Philippines (en) est créée en 1988.

## Ombudsmédiateur
« Le concept d’« ombudsmédiateur » est un néologisme qui regroupe les caractéristiques fondamentales de l’ombudsman et du médiateur institutionnel de type parlementaire. Il met en exergue l’importance capitale que revêt l’indépendance de cette institution publique. Indépendance par rapport aux autorités qui sont sous sa compétence, mais aussi indépendance par rapport aux citoyens - puisque l’« ombudsmédiateur » n’est pas un avocat au sens strict du terme - et par rapport aux autorités auxquelles l’« ombudsmédiateur » rend des comptes. En effet, ce n’est pas parce que ce dernier fait rapport à la présidence et/ou au corps législatif et en dernier ressort à la population, que ces derniers peuvent interférer avec son instruction ou enquête, neutre et impartiale. L’« ombudsmédiateur » doit être présenté comme un mécanisme favorisant, facilitant le fonctionnement des pratiques de la démocratie et de l’État de droit. C’est une institution facile d’accès, expéditive, crédible, démocratique, efficace, agréée par les pouvoirs publics, non coercitive, non partisane, peu coûteuse, réformatrice, flexible, originale. Bref, elle répond non seulement aux attentes des Administrations, mais aussi à celles des administrés. » Daniel Jacoby. 1998 (5-6 février). « Le développement de l’« ombudsmédiateur » à l’échelle mondiale », Colloque « La médiation : quel avenir ? », à l’occasion du 25e anniversaire du Médiateur de la République, Paris (France).
Ainsi, dans le secteur public, nous pouvons retrouver le terme d'ombudsman, outre dans les documents du Médiateur de la République et de ses délégués, dans ceux du protecteur des enfants et de l'Éducation Nationale (avec les délégués médiateurs académiques).
Dans le secteur privé, plus précisément, les "ombudsmans" n'utilisent en fait que le terme de médiateurs, ce qui est créateur d'une certaine confusion, mais qui doit bien être intégré comme une réalité à la fois sémantique et sociétale.

## Interventions
Les ombudsmans sont des porteurs de doléances des citoyens, des usagers ou des consommateurs. Ils ont normalement une indépendance plus affirmée que celle des services consommateurs.
Ils apprécient généralement la pertinence d'une réclamation. Souvent, ils transmettent un dossier et invitent le service concerné à régler l'affaire. Dans leur rapport annuel, ils présentent des préconisations d'amélioration portant sur la qualité des prestations ou services ou la qualité relationnelle avec les réclamants.
Les interventions des ombudsmans impliquent des connaissances et pratiques du fonctionnement des rouages administratifs, ne serait-ce que pour identifier rapidement le bon interlocuteur.

« Les ombudsmans traitent des plaintes de citoyens concernant des organismes publics ou de services du secteur privé. Les ombudsmans interviennent gratuitement. Chaque arrangement d'ombudsman fonctionne selon des règles variables. De façon générale, un ombudsman retient une plainte si elle n'a pas fait l'objet d'une procédure. Si l'ombudsman retient une plainte et décide de conduire une recherche, un rapport sur la recherche est publié, et vise normalement l'évidence considérée par l'ombudsman et les propositions pour résoudre le conflit. Si une plainte est confirmée, l'ombudsman s'attend à ce que l'organisation apporte un remède approprié. »

## Ombudsman pour l'Europe
- Conseil de l'Europe : Le Commissaire aux droits de l'homme du Conseil de l'Europe
- Union européenne : Le Médiateur européen

## Ombudsman pour l'ONU
- Ombudsman du secrétariat de l'organisation des nations unies

## Organisations d'ombudsmans
Les associations internationales d'ombudsmans réunissent les ombudsmans selon des affinités culturelles, juridiques, linguistiques, continentales.
- Association des ombudsmans et médiateurs de la francophonie lien
- Association des ombudsmans britanniques et irlandais lien
- Association des ombudsmans des États-Unis (États-Unis) lien
- Association des Ombudsmans des Universités et Collèges du Canada lien
- Centre africain des ombudsmans
- Fédération ibéroaméricaine de l'ombudsman lien
- Institut inter-américain de l'ombudsman et des droits humains OmbudsNet
- Institut international de l'ombudsman lien
- Institut européen de l'ombudsman lien
- L'association de l'ombudsman lien
- Ombudsman des Nations-Unies lien
- Forum canadien des ombudsmans lien
- Association des ombudsmans parlementaires suisses (AOP+) lien
- SÖP Schlichtungsstelle für den öffentlichen Personenverkehr e.V., Ombudsman Organisation de Transport en l'Allemagne